# Arenaria zhongdianensis
Arenaria zhongdianensis är en nejlikväxtart som beskrevs av Cheng Yih Wu. Arenaria zhongdianensis ingår i släktet narvar, och familjen nejlikväxter. Inga underarter finns listade i Catalogue of Life.